# Jonas Poher Rasmussen
Jonas Poher Rasmussen (ur. 19 maja 1981 w Kalundborg) – duński reżyser i scenarzysta filmowy.
W 2010 ukończył niezależną duńską szkołę filmową Super16. Jego pełnometrażowym debiutem był dokument W poszukiwaniu Billa (2012), który zdobył kilka festiwalowych nagród.
Rasmussen zasłynął swoją pełnometrażową animacją Przeżyć (2021) - prawdziwą historią imigranta z Afganistanu, który musi skonfrontować się z własną przeszłością niedługo przed ślubem z ukochanym chłopakiem. Film nominowano do Oscara w trzech kategoriach: za najlepszy film animowany, obcojęzyczny i dokumentalny. W kategorii dokumentu i animacji obraz zdobył Europejską Nagrodę Filmową.